# Rollo Davidson
Rollo Davidson (Bristol, 8 de outubro de 1944 — Piz Bernina, 29 de julho de 1970) foi um matemático e alpinista britânico.
Seu campo de trabalho foi a teoria da probabilidade. Fellow do Churchill College (Cambridge), morreu com 25 anos de idade no Piz Bernina.
Em 1975 um fundo foi estabelecido no Churchill College em sua memória, dotado inicialmente pela publicação em sua honra de dois volumes de artigos científicos, editado por E. F. Harding e D. G. Kendall. O Prêmio Rollo Davidson é concedido anualmente desde 1976 para jovens probabilistas.
Davidson frequentou o Winchester College antes de estudar matemática no Trinity College (Cambridge) a partir de 1962, onde tornou-se fellow pesquisador em 1967.